# Rượu vang Ba Lan

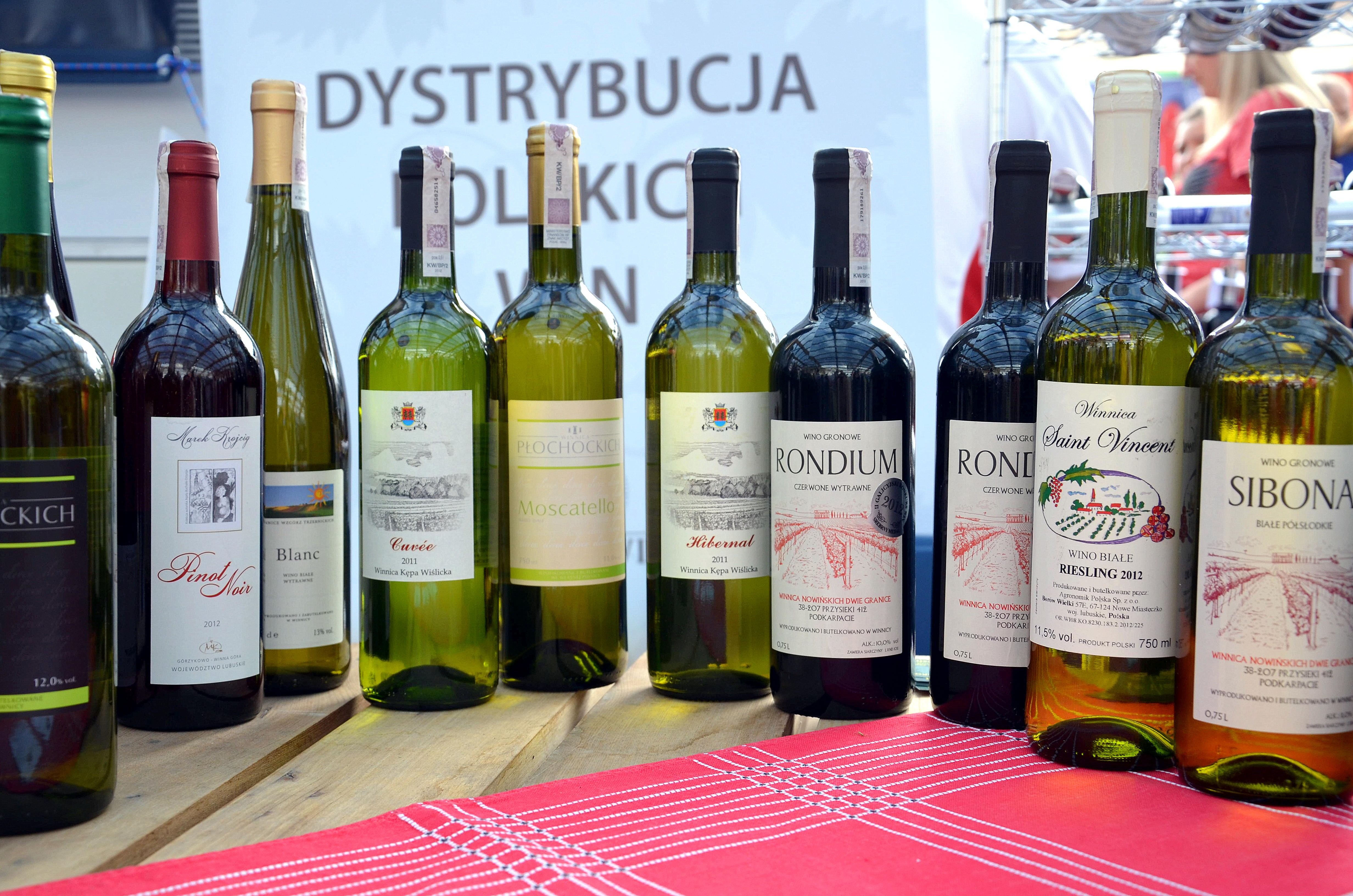
Chai rượu vang Ba Lan

Rượu vang Ba Lan (tiếng Ba Lan: Polskie wino) từ nghề trồng nho và nguồn gốc có một lịch sử bắt nguồn từ khi thành lập quốc gia vào thế kỷ thứ mười dưới triều đại Piast. Giống như các nhà sản xuất rượu vang thế giới cũ khác, nhiều giống nho truyền thống vẫn tồn tại ở Ba Lan, hoàn toàn phù hợp với những ngọn đồi rượu vang địa phương của họ. Các giống nho phổ biến nhất để sản xuất rượu vang đỏ là Regent, Rondo, Pinot Noir, Maréchal Foch, Cabernet Cortis, Tryumf Alzacji, Cascade và Dornfelder. Để sản xuất rượu vang trắng, Solaris, Riesling, Seyval Blanc, Pinot Gris, Johanniter, Jutrzenka, Hibernal, Aurora, Bianka, Traminer, Jutrzenka và Siberia chủ yếu được sử dụng.     Sau Chiến tranh thế giới thứ hai, hầu hết các nhà máy rượu vang đã được quốc hữu hóa dưới chế độ cộng sản Cộng hòa Nhân dân Ba Lan. Sau sự sụp đổ của chủ nghĩa cộng sản và trở lại chủ nghĩa tư bản, nền kinh tế thị trường trở lại, các công ty rượu vang quốc tế quay trở lại và một thời kỳ hợp nhất theo sau. Các phương pháp sản xuất rượu vang hiện đại đã được áp dụng trong các nhà máy rượu lớn hơn và các quy định về rượu vang theo quy định của EU đã được áp dụng, đảm bảo chất lượng của rượu vang. Ngày nay, sản xuất rượu vang ở Ba Lan là một ngành công nghiệp với 151 nhà máy rượu được đăng ký chính thức (mùa 2016/2017) để bán và sản xuất rượu vang nho để bàn ở Ba Lan theo quy định của luật rượu vang quốc gia ra đời vào năm 2008 và được cập nhật sau đó vào .
Một số nhà máy rượu lâu đời nhất là Winnica Equus, Adoria Vineyard, Winnica Jaworek, Winnica Maria Anna, Winnica Płochockich, Winnica Stara Winna Góra, Winnica Miłosz, Winnica Wzgórza Trz. Hiện nay có rất nhiều nhà máy rượu và trồng nho rất sôi động trên khắp đất nước với các nhóm đặc biệt mạnh ở các khu vực gần thành phố Zielona Góra và ở phía tây của đất nước, Wrocław ở phía tây nam, Kraków ở phía nam, vùng Podkarpacie và Kazimierz Dolny ở phía đông nam. Cũng có một vài nhà máy rượu vang ở vùng rượu vang "Bắc Ba Lan". Winnica Jura, một dự án mới thành lập vườn nho hữu cơ rộng 6 ha hiện đang được tiến hành gần Kraków.
Các nhà khoa học thuộc Viện Hàn lâm Khoa học Quốc gia Hoa Kỳ đã thấy trước sự nóng lên toàn cầu đáng kể trong những năm tới. Kết quả là, đến năm 2050 Ba Lan có thể đã trở thành nhà sản xuất rượu vang hàng đầu toàn cầu, trong khi các vườn nho ở phía nam của Ý và Tây Ban Nha có thể biến mất do hạn hán.

## Lịch sử
Nhà máy rượu ở Ba Lan được giới thiệu trong các quốc gia thành lập Cơ đốc giáo (xem Bí tích Rửa tội của Ba Lan) và những vườn nho đầu tiên được trồng và nhà máy rượu vang được thành lập bởi các tu sĩ Benedictine và Cistercian; tuy nhiên, rượu lúc đầu được sản xuất cho mục đích tôn giáo là chủ yếu. Nhà máy rượu Ba Lan hiệu quả là thế kỷ thứ mười bốn, trong đó nhiều nhà máy rượu hoạt động chủ yếu ở Silesia, Zielona Góra, Poznań, Toruń, Płock, Sandomierz, Lublin và Kraków. Sự phát triển mạnh mẽ của nghề làm rượu vang là trong thời đại khai sáng, khi nghề trồng nho và sản xuất rượu vang được thực hiện ở Podole. Bên cạnh Vitis vinifera, các giống lai chịu được điều kiện khí hậu bất lợi đã được trồng. Sau Thế chiến II, theo các nhà chức trách, hai vùng trồng nho được chỉ định: miền Tây (vùng Zielona Góra và Lower Silesia) và miền Trung (dọc theo sông Pilica). Vườn nho được trồng trong nền kinh tế cộng sản, tuy nhiên, đã bắt đầu chịu lỗ, và trong những năm 1960, nó đã tập trung vào việc sản xuất rượu vang trái cây. Truyền thống trồng nho và nhà máy rượu đã được tái sinh trong mười năm qua, dẫn đến việc phát triển các vườn nho nhỏ sản xuất rượu vang tuyệt vời cho thị trường địa phương. Ba Lan nằm trong vùng khí hậu lục địa, nơi cũng có các vùng rượu vang như Burgundy và Loire Valley, Rioja, Piedmont và hầu hết các vườn nho của Áo, Cộng hòa Séc, Slovakia hoặc Romania.     

## Vùng trồng nho ở Ba Lan
- Lublin
- Hạ Silesia
- Lesser Poland
- Subcarpathian Voivodeship

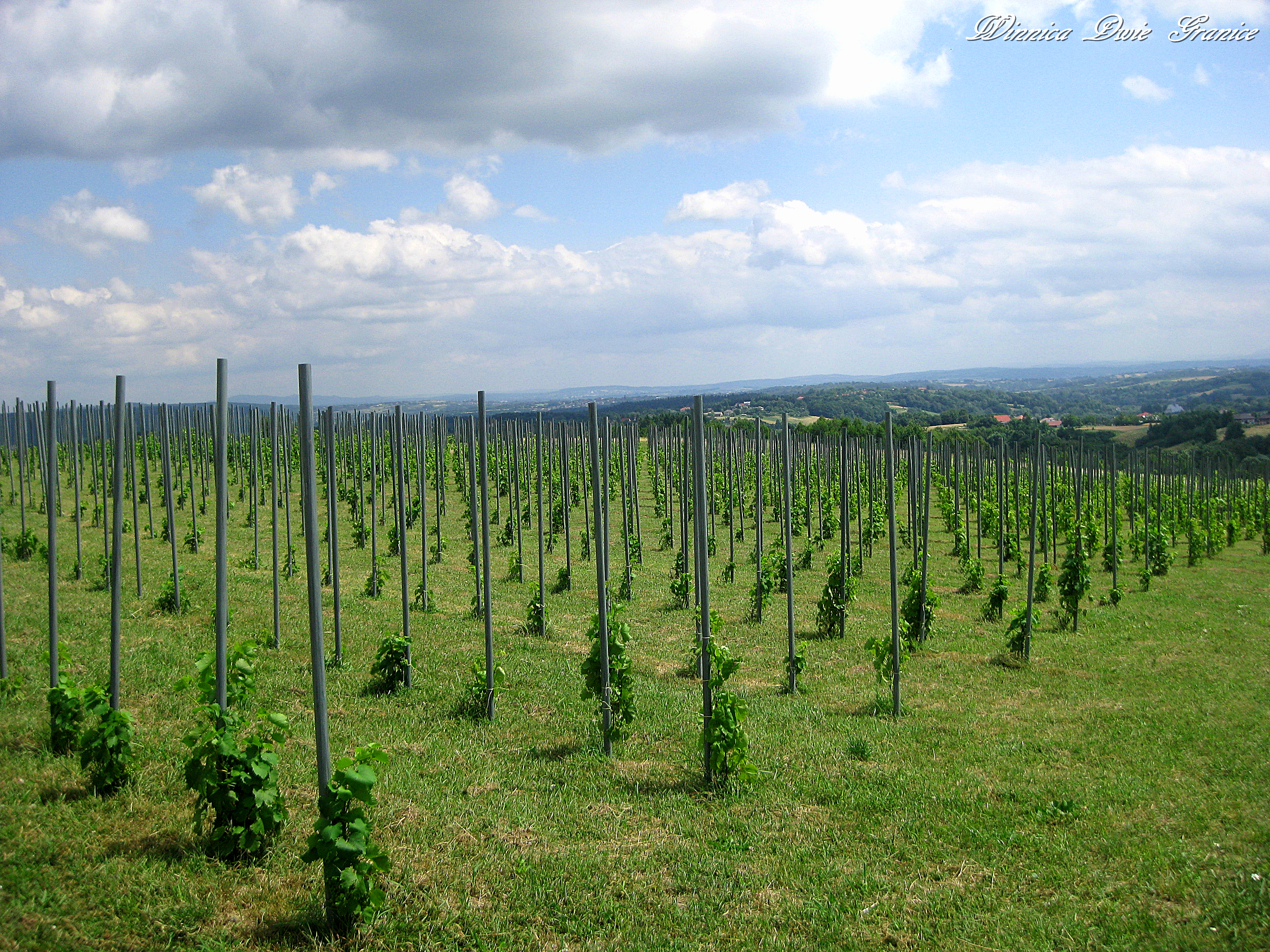
Xưởng rượu vang ở Bączal Górny, Subcarpathian Voivodeship

Trong quá khứ, sản xuất rượu vang tập trung chủ yếu ở miền nam Ba Lan (Lublin, Hạ Silesia, Lesser Poland và Subcarpathian voivodeship); rượu vang nay được sản xuất trên toàn quốc.